# 独孤彦云 (溧阳县公)
独孤彦云（？—？），京兆人，北周独孤信部下独孤屯之孙，隋朝並州總管、汝陽郡公独孤楷之子，李渊太原起兵原从功臣，武德九年（626年）六月四日參與了玄武门之变，因功封幽州都督、潥陽縣公，死后陪葬昭陵。

## 家族

### 兄
- 独孤淩雲
- 独孤平雲，千牛將軍、安丘公。
- 独孤滕雲
- 独孤卿云